# Liste von Persönlichkeiten der Stadt Ulm
Die folgende Liste beschäftigt sich mit den Persönlichkeiten der Stadt Ulm.

## In Ulm geborene Persönlichkeiten
Folgende Personen wurden in Ulm bzw. im heutigen Stadtgebiet von Ulm geboren:

### 12. bis 13. Jahrhundert
- Meinloh von Sevelingen (bl. 1160–1170), Minnesänger, aus Söflingen

### 14. bis 17. Jahrhundert
- Adelheid von Sulmetingen (1330–1400), Stifterin und Philanthropin
- Jakob Engelin (um 1360–vor 1427), Arzt in Ulm und Leibarzt in Wien, unter anderem Verfasser einer Pestschrift und eines Aderlasstraktats[1]
- Matthäus Ensinger (1390–1463), Baumeister
- Peter von Ulm der Ältere (um 1390–um 1435), Chirurg bzw. Wundarzt, Stadtarzt in Ulm, ab etwa 1422 kurpfälzischer Leibarzt in Heidelberg, Verfasser eines chirurgischen Handbuchs[2][3]
- Jörg Syrlin (um 1425–1491), Schreiner und Bildhauer
- Hans Schüchlin (um 1430–1505), Maler
- Matthias Scheit (1440–1512), Bischof von Seckau
- Ulrich Krafft (um 1455– 1516), Rechtsprofessor und Stadtpfarrer
- Jörg Syrlin (um 1455–1521), Bildhauer
- Gregor Erhart (1470–1540), Bildschnitzer
- Ambrosius Jung (1471–1548), von Kaiser Karl V. geadelter Augsburger Stadtarzt und Medizinschriftsteller
- Daniel Mauch (um 1477–1540), Künstler
- Konrad Krafft (um 1479/86–1519), Rechtsgelehrter, württembergischer Rat, Richter und Stadtpfarrer
- Hans Maler zu Schwaz (um 1480–1526/29), Porträtmaler der Renaissance
- Christoph Blanck (um 1480–1541), Rechtsgelehrter
- Dionysius Melander (um 1486–1561), Theologe und Reformator
- Heinrich Kobolt (um 1490–1520 oder 1521), Mediziner und Leibarzt des Hochmeisters des Deutschen Ordens in Königsberg
- Martin Frecht (um 1494–1556), evangelischer Theologe und Reformator
- Georg Gienger von Rotteneck (1496–1577), Vizekanzler des Heiligen Römischen Reiches
- Sebastian Neidhart (1496–1554), Augsburger Kaufmann
- Daniel Mauch der Jüngere (1504–1567), Jurist am Reichskammergericht und Wormser Domherr
- Nikolaus Federmann (1506–1542), Handelsagent, Entdecker und Feldhauptmann
- Sebastian Aitinger (1508–1547), Sekretär des Schmalkaldischen Bundes
- Leonhard Fronsperger (um 1520–1575), Militärschriftsteller
- Agatha Streicher (1520–1581), Ärztin und Betreuerin von Kaiser Maximilian II.
- Jonathan Sauter (1549–1612), Modist, Schreib- und Rechenmeister, sowie Zeichner, Maler, Kupferstecher und Radierer
- Hans Ulrich Krafft (1550–1621), Kaufmann und Orientreisender
- Lorenz Scheurl (1558–1613), Geistlicher, Theologe und Hochschullehrer
- Georg Belzar (1570–1626), Mediziner und kursächsischer Leibarzt
- Wolfgang Neidhardt (1575–1632), Bronzegießer
- Johannes Faulhaber (1580–1635), Mathematiker, Ingenieur und Festungsbaumeister
- Johann Remmelin (1583–1632), Arzt und Mathematiker
- Johannes Scultetus (1595–1645), Arzt und Sachbuchautor
- Wolfgang Bachmeyer (1597–1685), Kartograph, Geodät, Astronom, Mathematiker und Theologe
- Sebastian Otto (1607–1678), Gesandter der Stadt Ulm zu den Friedensverhandlungen in Münster und Osnabrück (Westfälischer Friede)
- Johannes Freinsheim (1608–1660), Historiker und Philologe
- Michael Meder (1614–1690), Buchdrucker und Verleger
- Sebastian Anton Scherer (1631–1712), Organist und Komponist
- Eberhard Gockel, auch Eberhard Göckel (1636–1703), fürstlich-württembergischer Leibarzt, Mitglied der Gelehrtenakademie Leopoldina
- Johann Heinrich Weyhenmayer (1637–1706), lutherischer Geistlicher
- Michael Beck (1653–1712), Prediger und Orientalist
- Veit Riedlin der Jüngere (1656–1724), Stadtarzt und Mitglied der Gelehrtenakademie Leopoldina
- Marcus Conrad Dietze (1658–1704), Architekt und Bildhauer
- Christoph Frick (1659–nach 1697), Barbierchirurg, Ostindien-Reisender und Autor
- Theodor Schwartzkopff (1659–1732), Komponist
- Barbara Kluntz (1661–1730), Komponistin und Musikpädagogin, Sammlungsfrau
- Johann Balthasar Lauterbach (1663–1694), Mathematiker, Architekt und herzoglich-braunschweigischer Landbaumeister
- Johann Christoph Haffner (1668–1754), Kupferstecher und Verleger
- Johann Matthäus von Faulhaber (1670–1742), Ingenieur, Offizier und Historiker
- Johann Frick (1670–1739), Prediger und Theologe
- Ulrich Junius (1670–1726), Astronom, Geograph und Mathematiker
- Johann Georg Hocheisen (1677–1712), Orientalist
- David Algoewer (1678–1737), Mathematiker und Meteorologe
- Gottfried Hecking (1687–1773), Gelehrter, Moralprofessor und Schulrektor
- Georg Litzel (1694–1761), protestantischer Pastor, Kirchenliedforscher und Sprachgelehrter
- Johann Elias Ridinger (1698–1767), Tiermaler, Kupferstecher, Radierer und Verleger

### 18. Jahrhundert
- Johann Ulrich von Cramer (1706–1772), Jurist und Philosoph
- Johann Christoph Heilbronner (1706–1745), Mathematiker und Mathematikhistoriker
- Franz Dominikus Häberlin (1720–1787), Historiker und Publizist
- Wolfgang Thomas Rau (1721–1772), Mediziner und wissenschaftlicher Autor
- Jakob Friedrich Kleinknecht (1722–1794), Komponist, Flötist, Violinist und Kapellmeister
- Johann Baptist Enderle (1725–1798), Barockmaler
- Johann Franz Wagner (1733–1778), Dichter, Philologe und Hochschullehrer
- Thomas Abbt (1738–1766), Schriftsteller und Philosoph der Aufklärung
- Johann Herkules Haid (1738–1788), Gymnasialprofessor und Schriftsteller
- Johann Michael Afsprung (1748–1808), Lehrer und Publizist
- Johann Martin Miller (1750–1814), Theologe und Schriftsteller
- Johann Jakob Besserer von Thalfingen (1753–1834), Bürgermeister der Stadt Augsburg
- Gottlob Dietrich Miller (1753–1822), Jurist
- Thomas Frauenlob (1756–1822), Glockengießer
- Albrecht Weyermann (1763–1832), Geistlicher und Literaturhistoriker
- Daniel von Baldinger (1768–1834), Oberamtmann
- Samuel Baur (1768–1832), evangelischer Pfarrer und Literat
- Albrecht Ludwig Berblinger (1770–1829), Schneider, Erfinder und Flugpionier
- Johann Simon Erhardt (1776–1829), Philosoph und Hochschullehrer
- Friedrich Ludwig Bührlen (1777–1850), Schriftsteller und Kanzleibeamter
- Johann Georg Niederegger  (1777–1859), Firmengründer Niederegger Marzipan, Lübeck
- Ludwig Friedrich Kaiser (1779–1819), Maler, Kupferstecher und Zeichner
- Georg Heinrich Moser (1780–1858), Klassischer Philologe, Pädagogiarch und Gymnasialrektor in Ulm
- Christoph Leonhard Wolbach (1783–1872), erster frei gewählter Oberbürgermeister, Autor und Publizist
- Daniel Raßmann (1790–1864), Orgelbauer
- Johann Matthäus von Mauch (1792–1856), Architekturprofessor und Fachautor
- Philipp Jakob Wieland (1793–1873), Glockengießer und Gründer der Wieland-Werke AG in Ulm
- Johannes Palm (1794–1851), Chirurg
- Johann Michael Lindenmayer (1796–1858), württembergischer Oberamtmann

### 19. Jahrhundert

#### 1801 bis 1820
- Johannes Mährlen (1803–1871), Ökonom und Historiker
- Gustav von Lerchenfeld (1806–1866), königlicher Staatsrat und Gutsbesitzer von Heinersreuth
- Anton von Bek (1807–1887), Jurist und Politiker
- Friedrich von Zeppelin (1807–1886), Hofbeamter und Unternehmer
- Gustav Ernst Leube (1808–1881), Apotheker
- Jakob Ferdinand Schreiber (1809–1867), Gründer des Kinderbuchverlages J. F. Schreiber
- Philipp Wolff (1810–1894), Orientalist und Religionswissenschaftler
- Philipp Ludwig Adam (1813–1893), Unternehmer und Politiker
- Carl Wilhelm von Heinz (1816–1887), württembergischer Oberamtmann
- Julius Schuster (1817–1863), Politiker, Stadtschultheiß und Oberbürgermeister von Ulm
- Nonus von Bailer (1820–1892), württembergischer Oberamtmann

#### 1821 bis 1840
- Moritz Schad von Mittelbiberach (1821–1902), württembergischer Landtagsabgeordneter
- Ludwig von Golther (1823–1876), württembergischer Minister
- Conrad Dietrich Magirus (1824–1895), Feuerwehrpionier und Unternehmer
- Marie Kurz (1826–1911), Schriftstellerin
- Wilhelm Speidel (1826–1899), Pianist, Komponist und Mitgründer der Stuttgarter Musikschule
- Johann Philipp Gustav Wolbach (1826–1890), Jurist und Politiker
- Theodor von Haßler (1828–1901), Ingenieur, Unternehmensleiter und industrieller Interessenvertreter
- Jakob Friedrich Sprandel (1828–1895), Wundarzt und Geburtshelfer
- Wilhelm von Woelckern (1829–1905), General der Infanterie
- August von König-Warthausen (1831–1906), Jurist
- Luise Walther (1833–1917), Porträtmalerin und Scherenschnittkünstlerin
- Armand Mieg (1834–1917), bayerischer Offizier und Waffenkonstrukteur
- Carl von Baur (1836–1911), Geologe
- Gustav Leube II (1836–1913), Chemiker, Apotheker und Zementfabrikant
- Max Schott von Schottenstein (1836–1917), General
- Theodor von Sprösser (1836–1907), württembergischer Generalmajor
- Karl Wacker (1837–1908), Apotheker und Lebensmittelchemiker
- Karl von Linden (1838–1910), Namensgeber des Linden-Museums
- Lorenz Wilhelm von Straub (1839–1926), Gymnasiallehrer und -rektor
- Hugo Wittmann (1839–1923), deutsch-österreichischer Schriftsteller und Operettenautor
- Wilhelm von Pfaff (1840–1919), General der Infanterie des Heeres

#### 1841 bis 1860
- Alfred Kinzelbach (1841–1908), württembergischer Oberamtmann
- Wilhelm von Leube (1842–1922), Pathologe, Internist und Neurologe
- Gustav Maier (1844–1923), Bankier, Schriftsteller, Ethiker und Pazifist
- Wilhelm Strauß (1845–1917), Maler
- Emil von Rümelin (1846–1899), Oberbürgermeister von Stuttgart
- Rudolf von Berger (1848–1929), württembergischer Generalleutnant
- Karl Eduard von Lödel (1848–1924), Reichsgerichtsrat
- Paul Lauser (1850–1927), Architekt, Architekturmaler und Hochschulprofessor für Ornamentik
- Paul Knapp (1851–1908), Gymnasiallehrer, Archäologe und Altphilologe
- Carl Schwenk (1852–1942), Unternehmer
- Karl Federlin (1854–1939), Bildhauer
- Otto von Marchtaler (1854–1920), Offizier
- Eugen Theodor Nübling (1856–1946), Zeitungsverleger, Wirtschaftshistoriker und württembergischer Landtagsabgeordneter
- Ernst Robert Heinrich Wiegandt (1856–1926), Oberamtmann
- Hermann Wunderlich (1858–1916), Bibliothekar, Germanist, Hochschullehrer und Mitarbeiter bei Grimms Deutschem Wörterbuch
- Gustav von Steinhardt (1859–1915), württembergischer Generalleutnant

#### 1861 bis 1880
- Mathilde Planck (1861–1955), Lehrerin
- Max Straus (1861–1939), Unternehmer und Generalkonsul
- Ernst Kaufmann (1863–1938), württembergischer Oberamtmann
- Heinrich von Maur (1863–1947), württembergischer General der Artillerie
- Max Nick (1863–1941), württembergischer Oberamtmann
- Philipp Wieland (1863–1949), Politiker
- Robert Knorr (1865‒1957), Bildhauer und Provinzialrömischer Archäologe
- Karl Joseph von Urach (1865–1925), Graf von Württemberg
- Maurice Rambert (1866–1941), Schweizer Radiopionier und Unternehmer
- Friedrich List (1869–1940), Jurist und Politiker
- Eduard Wechssler (1869–1949), Romanist, Philologe und Literaturwissenschaftler
- Hans Dietrich Leipheimer (1870–nach 1934), Maler, Grafiker, Architekt und Gartengestalter
- Georg Schmidt (1871–1955), Elektrotechniker und Hochschullehrer
- Richard Ernst (1872–1958), württembergischer Oberamtmann
- Paul Tafel (1872–1953), Ingenieur, Autor und völkischer Politiker
- Karl Kircher (1874–1939), württembergischer Oberamtmann und Landrat
- Hans Schmidt (1877–1948), General der Infanterie
- Fanny Schreck (1877–1951), Schauspielerin
- Wilhelm Sellmer (1877–1954), Richter am Reichsgericht
- Max Taute (1878–1934), Sanitätsoffizier
- Carl Bilfinger (1879–1958), Staatsrechtler
- Albert Einstein (1879–1955), theoretischer Physiker und Nobelpreisträger
- Anna Essinger (1879–1960), Reformpädagogin
- Werner Heyberger (1880–1914), Architekt
- Karl Höhn (1880–1942), Geschäftsmann und Unternehmer
- Karl Kimmich (1880–1945), Bankkaufmann
- Wolfgang Muff (1880–1947), General der Infanterie
- Richard Nübling (1880–1936), Ingenieur
- Oskar Schmid (1880–1962), Jurist

#### 1881 bis 1900
- Otto Barth (1881–1947), württembergischer Oberamtmann und Landrat
- Hermann Herrenberger (1881–1953), Architekt
- Walther Steiger (1881–1943), Schweizer Konstrukteur und Automobilhersteller
- Carl Schwenk (1883–1978), Kaufmann und Unternehmer
- Ernst Sindlinger (1883–1963), Verwaltungsbeamter
- Gabriel Steiner (1883–1965), deutsch-US-amerikanischer Neurologe und Hochschullehrer
- Karl Haller (1884–1963), Oberbürgermeister von Reutlingen
- Lothar Zobel (1885–1975), Wirtschaftsmanager
- Karl Beer (1886–1965), Architekt
- Kuno Stierlin (1886–1967), Musikdirektor, Komponist und Pianist
- Annette Thoma (1886–1974), Schriftstellerin
- Richard Koch (1887–1972), Ingenieur und Fertigungsplaner
- Karl Blessinger (1888–1962), Komponist, Dirigent und Musikwissenschaftler
- Ernst Zipperer (1888–1982), Zeichenlehrer, Grafiker und Maler
- Hans Bethcke (1889–1957), Generalveterinär
- Rudolf Schauffler (1889–1968), Kryptoanalytiker
- Gustav Moos (1890–1967 oder 1972), Maler
- Ernst Wendler (1890–1986), Diplomat und Unternehmer
- Maximilian Betzler (1891–1988), Generalveterinär
- Albert Eckstein (1891–1950), Pädiater
- Eugen Wirsching (1891–1983), Politiker
- Otto Linck (1892–1985), Förster, Geologe und Schriftsteller
- Kurt Oppenländer (1892–1947), Offizier
- Sofie Schieker-Ebe (1892–1970), Schriftstellerin
- Max W. Kimmich (1893–1980), Filmregisseur und Drehbuchautor
- August Moos (1893–1944), Erdölgeologe
- Gustav Kauffmann (1894–1969), Politiker
- Wilhelm Schefold (1894–1985), Ministerialdirektor
- Maximilian Wizigmann (1894–1964), Jurist
- Clemens Betzel (1895–1945), Offizier, zuletzt Generalleutnant im Zweiten Weltkrieg
- Wilhelm Gilsdorf (1895–1966), Richter und Ministerialbeamter
- Max Gräter (1896–1944), Organist und Komponist
- Hannes Mayer (1896–1992), Architekt und Baubeamter
- Otto Meditsch (1896–1976), Landrat und Ministerialbeamter
- Max Schefold (1896–1997), Kunsthistoriker
- Walter Ostermayer (1897–1941), Bildhauer
- Walter Romberg (1898–1973), Maler und Radierer
- Luitpold Steidle (1898–1984), Offizier und Politiker
- Ludwig Walz (1898–1989), Bekleidungskaufmann und Bürgermeister
- Karl Hahn (1899–1960), Maschinenbauingenieur, Rektor der TH Dresden
- Josef Knoll (1899–1976), Pflanzenbauwissenschaftler
- Robert Lusser (1899–1969), Kunstflieger, Ingenieur und Flugzeugentwickler
- Erich Haußmann (1900–1984), Schauspieler
- Otto Hecht (1900–1973), Entomologe
- Rudolf Rahn (1900–1975), Diplomat und Geheimdienstler in der Zeit des Nationalsozialismus

### 20. Jahrhundert

#### 1901 bis 1910
- Ulrich Dehlinger (1901–1981), Physiker
- Werner von Houwald (1901–1974), Maler
- Karl Isenberg (auch Carlo Isenberg; 1901–?1945), Organist, Komponist und Herausgeber
- Karl Kässbohrer (1901–1973), Unternehmer und Fahrzeugbauer
- Richard Egenter (1902–1981), römisch-katholischer Moralphilosoph, Moraltheologe und Hochschullehrer
- Eduard Hermanutz (1902–1992), Bildhauer, Maler und Grafiker
- Gerhard Isenberg (1902–1982), Wirtschaftswissenschaftler, Raumplaner
- Hellmuth Laegeler (1902–1972), Generalmajor im Heer der Wehrmacht
- Wilhelm Schöneck (1902–1974), Jurist,  Regierungspräsident
- Ulrich Wieland (1902–1934), Bergsteiger und Alpinpionier
- Paul Otto (1903–1979), Politiker
- Curt Wahl (1903–1972), Schauspieler und Regisseur
- Ernst Hofmann (1904–1999), katholischer Pfarrer und Lieddichter
- Otto Kässbohrer (1904–1989), Unternehmer und Fahrzeugkonstrukteur
- Klara Bäuerle (1905–1942), Sängerin, Kabarettistin und Filmschauspielerin
- Wilhelm Dambacher (1905–1966), Landrat
- Carl Pflüger (1905–1998), Maler, Zeichner und Grafiker
- Willy Stöhr (1905–1997), Bauingenieur, Pionier bei der Anwendung von Spannbeton
- Ernst Barth (1906–1994), Architekt
- Walter Sigel (1906–1944), Luftwaffenoffizier
- Leo Hepp (1907–1987), Nachrichtenoffizier der Wehrmacht und General in der Bundeswehr
- Hugo Roller (1907–1990), Politiker
- Ulrich Varnbüler von und zu Hemmingen (1907–1986), Brigadegeneral des Heeres der Bundeswehr
- Carl Amann (1908–1971), Maler und Grafiker
- Wilhelm Braun-Feldweg (1908–1998), Industrie-Designer
- Paul Kühmstedt (1908–1996), Komponist, Dirigent und Musiker
- Albert Wild (1908–1978), Landrat
- Eugen Brehm (1909–1995), deutsch-britischer Publizist und Pazifist
- Werner Drück (1909–1942), Landrat des Kreises Bergheim
- Helmut Ensslin (1909–1984), evangelischer Pfarrer und der Vater von Gudrun Ensslin
- Emma Pressmar (1909–2000), Prähistorikerin
- Gunther Vogelgsang (1910–?), Neurologe und Psychiater

#### 1911 bis 1920
- Maria Burgi, geborene Kienzle (1912–2017), Gewerkschafterin; Ehrenmitglied der IG Metall
- Heinrich Röhm (1912–1999), Architekt, Baubeamter und Denkmalpfleger
- Johannes Straub (1912–1996), Althistoriker
- Walter Vollweiler (1912–1991), Fußballspieler
- Albert Püllenberg (1913–1991), Raketen-Pionier
- Gebhard Luiz (1913–2013), Geistlicher
- Karl Keller (1914–1987), Arzt und Mundartautor
- Wilhelm Schuler (1914–2010), Chemiker, Erfinder und Unternehmer
- Karl Friedrich Stroheker (1914–1988), Althistoriker
- Herbert Wiegandt (1914–2003), Philologe und Bibliothekar
- Gertrud Beck (1915–1994), Historikerin, Heimatforscherin, Autorin und Kommunalpolitikerin
- Siegfried Ernst (1915–2001), Arzt und Kirchenpolitiker
- Eberhard Stammler (1915–2004), protestantischer Theologe und Publizist
- Ernst Bauer (1916–1991), Widerstandskämpfer gegen den Nationalsozialismus und Verleger
- Wolfgang Binder (1916–1986), Literaturwissenschaftler und Hochschullehrer
- Johannes Riede (1916–1997), katholischer Theologe und Hochschullehrer
- Hans-Ulrich Schmückle (1916–1993), Bühnenbildner
- Jakob Streitle (1916–1982), Fußballspieler
- Dieter Zimmerle (1916–1989), Jazzjournalist und -publizist
- Fritz Hartnagel (1917–2001), Berufsoffizier und Jurist, Verlobter von Sophie Scholl
- Paulamaria Walter (1917–1976), Keramikerin und Bildhauerin
- Helmut Weber (1917–1963), Politiker
- Erika Schmid (1918–2003), Widerstandskämpferin gegen den Nationalsozialismus
- Heinz-Eugen Schramm (1918–1998), Autor und Herausgeber
- Alfred Schwingenstein (1919–1997), Jurist, Diplom-Volkswirt und Verleger
- Gerhardt Zink (1919–2003), Ornithologe

#### 1921 bis 1930
- Helmut Friedrich Schäffenacker (1921–2010), Maler, Bildhauer und Keramiker
- Otl Aicher (1922–1991), Gestalter
- Alfred Lorenzer (1922–2002), Psychoanalytiker und Soziologe
- Karl Christ (1923–2008), Althistoriker
- Richard Beek (1924–2007), Schauspieler
- Heinz Brenner (1924–2008), Mitglied der „Ulmer Abiturentengruppe“ der Weißen Rose
- Wolf Englert (1924–1997), Kunstmaler, Szenenbildner und Filmarchitekt
- Helma Fink-Sautter (1924–2017), Mäzenatin und Stiftungsgeberin
- Hans Hörmann (1924–1983), Psychologe
- Erich Karl (1924–2009), Geschäftsmann, Kommunalpolitiker und Münzsammler
- Franz J. Müller (1924–2015), Mitglied der „Ulmer Abiturientengruppe“ der Weißen Rose
- Anneliese Schröder (1924–2013), Kunsthistorikerin und Museumsleiterin
- Siegfried Unseld (1924–2002), Verleger und Leiter des Suhrkamp Verlags
- Hans Eberle (1925–1998), Fußballspieler
- Hermann Grees (1925–2009), Professor für Geografie
- Heinrich Guter (1925–2015), Architekt
- Hildegard Knef (1925–2002), Schauspielerin, Chansonsängerin und Autorin
- Walther Roggenkamp (1926–1995), Grafiker, Maler und Bühnenbildner
- Wilhelm Bühler (1926–2006), Politiker
- Rolf Dick (1926–2001), Architekt und Politiker
- Erhard Eppler (1926–2019), Politiker (SPD)
- Otto Eckstein (1927–1984), US-amerikanischer Ökonom und Hochschullehrer
- Ernst Ludwig (1927–2017), Jurist und Politiker (CDU)
- Helmut Pelzer (1927–2017), Pharmakologe und Sozialökonom
- Robert Scheyhing (1927–1989), Rechtswissenschaftler und Hochschullehrer
- Hansjakob Stehle (1927–2015), Publizist und Historiker
- Hubert Deininger (1928–2008), Kunstglasermeister und Glasmaler
- Manfred Gräter (* 1928), Pianist, Organist, Musikredakteur und Musikkritiker
- Alois Halder (1928–2020), Philosoph und Hochschullehrer
- Martina Helga Blickle (* 1929), Lyrikerin und Malerin
- Eberhard Eimler (1930–2022), General a. D. der Luftwaffe
- Isnard Wilhelm Frank (1930–2010), Ordensgeistlicher und katholischer Theologe
- Hans Gekeler (1930–2010), Grafikdesigner, Farbtheoretiker und Hochschullehrer
- Michael Lenz (1930–2013), Schauspieler, Synchronsprecher, Regisseur und Schauspiellehrer
- Wolfgang Wechsler (1930–2012), Neuropathologe, Ordinarius in Düsseldorf
- Fritz Nestle (1930–2015), Mathematikdidaktiker und Bildungsforscher

#### 1931 bis 1940
- Hans Alois Schieser (1931–2020), Erziehungswissenschaftler
- Verena von Asten (1932–2025), Schriftstellerin
- Karl Suso Frank (1933–2006), katholischer Theologe
- Walter Zeiss (1933–2006), Rechtswissenschaftler
- Hermann Geyer (1934–2016), Maler und Glasmaler
- Günther-Dietz Sontheimer (1934–1992), Indologe
- Rosemarie Stratmann-Döhler (* 1934), Kunstgeschichtlerin
- Otto Weiß (1934–2017), Historiker
- Friedrich Hitzer (1935–2007), Slawist, Schriftsteller, Übersetzer, Gewerkschafter und Kommunist
- Horst Singer (1935–2025), Handballspieler
- Hannelore Basler (* 1936), Wintersportlerin
- Karl O. Christe (* 1936), Chemiker und Hochschullehrer
- Gerhard Maier (* 1937), evangelischer Theologe
- Richard Meier (* 1937), Pädagoge und Hochschullehrer
- Günter Wolf (1937–2024), Elementarteilchenphysiker
- Hans-Heinrich Nolte (* 1938), Historiker
- Ula Stöckl (* 1938), Filmemacherin, Regisseurin, Autorin und Schauspielerin
- Manfred Wolf (1939–2007), Rechtswissenschaftler
- Eduard Hartmann (* 1940), Steuerberater, Politiker, Mitglied des Bayerischen Landtags
- Henky Hentschel (1940–2012), Schriftsteller und Autor
- Walter Klaiber (* 1940), ev. Theologe, Bischof i. R. der Evangelisch-methodistischen Kirche in Deutschland
- Jörg Maier (* 1940), Geograph und Volkswirt
- Hans Mayer (1940–2022), Galerist

#### 1941 bis 1950
- Rolf Ackermann (1941–2015), Urologe und Hochschullehrer
- Gerhard Glück (1941–2015), Erziehungswissenschaftler
- Günter Ogger (* 1941), Wirtschaftsjournalist
- Eberhard Storz (* 1941), Schauspieler, Sänger und Hochschullehrer
- Klaus Vondung (* 1941), Germanist, Hochschullehrer
- Udo Andriof (* 1942), politischer Beamter
- Peter Hertner (1942–2023), Wirtschaftshistoriker
- Dieter Braun (* 1943), Kaufmann und Motorradrennfahrer
- Hans-Peter Greiner (* 1943), Jurist
- Kay Hailbronner (* 1943), Rechtswissenschaftler
- Thomas Handgrätinger (* 1943), Generalabt der Ordensgemeinschaft der Prämonstratenser-Chorherren
- Annemarie Huste (1943–2016), US-amerikanische Fernsehköchin und Kochbuchautorin
- Hans Dieter Schaal (1943–2025), Architekt, Bühnenbildner und Künstler
- Frank Steiner (* 1943), Professor für theoretische Physik
- Eberhard Isenmann (* 1944), Historiker
- Hans-Jörg Kraemer (* 1944), Jurist, Richter am Bundesgerichtshof
- Gerhard Rembold (* 1944), Politiker und Hochschullehrer
- Thomas Broch (* 1947), Theologe
- Lea Fleischmann (* 1947), deutsch-israelische Autorin
- Roland Michael Wegener (1947–2022), Diplomat
- Gerhard Zweckbronner (* 1947), Technikhistoriker
- Isaac Meyer Held (* 1948), US-amerikanischer Meteorologe und Klimaforscher
- Tina Stroheker (* 1948), Schriftstellerin und Lyrikerin
- Werner Mang (* 1949), Arzt
- Hans-Joachim Pflüger (1949–2022), Neurobiologe
- Gilbert Schmid (* 1949), römisch-katholischer Theologe, Mediziner und Hochschullehrer
- Wolfgang Schuster (* 1949), Stuttgarter Oberbürgermeister
- Peter Wolbrandt (* 1949), Gitarrist
- Dietmar Ertmann (* 1950), Jurist und Universitätskanzler
- Hans Gebhardt (* 1950), Humangeograph und Hochschullehrer
- Berthold Huber (* 1950), Gewerkschafter
- Michael Worbs (1950–2023), Diplomat

#### 1951 bis 1960
- Manfred Eichhorn (1951–2023), Autor, Lyriker und schwäbischer Mundart-Dichter
- Mike Krüger (* 1951), Komiker, Kabarettist und Sänger
- Barbara Scheck (* 1951), Schauspielerin, Sprecherin und Kabarettistin
- Klaus-Peter Schweizer (* 1951), Sänger und Musiker
- Christof Wackernagel (* 1951), Schauspieler und Schriftsteller
- Hellmut Hattler (* 1952), Jazz- und Rockbassist
- Uli Hoeneß (* 1952), Fußballspieler und Präsident des FC Bayern München
- Walter Kubanczyk (1952–2020), Fußballspieler und -trainer
- Monika Schnaitmann (* 1952), Politikerin
- Meinrad Braun (* 1953), Schriftsteller
- Peter M. Endres (* 1953), Vorstandsvorsitzender der heutigen Ergo Direkt Versicherungen
- Eberhard Frey (* 1953), Paläontologe
- Dieter Hoeneß (* 1953), Fußballspieler und -manager
- Hans-Michael Koetzle (* 1953), freier Schriftsteller und Journalist
- Karl-Gerhard Eick (* 1954), Manager
- Wolfgang Leidig (* 1954), Politiker, ehemaliger Oberbürgermeister von Schwäbisch Gmünd und Ministerialdirektor
- Thomas Oelmayer (* 1954), Politiker
- Stefan Soravia (* 1954), Künstler
- Claudia Roth (* 1955), Grünen-Politikerin, MdB, seit 2013 Vizepräsidentin des Deutschen Bundestages
- Uwe Schöning (* 1955), Professor für Theoretische Informatik an der Universität Ulm
- Axel Bartelt (* 1956), Regierungspräsident der Oberpfalz
- Michael Guggemos (* 1956), Politiker und Gewerkschafter
- Manfred Hettling (* 1956), Historiker
- Rudolf Volz (* 1956), Mathematiker und Autor für Musiktheater
- Hans-Ulrich Breyer (* 1957), Geiger, Bratschist, Komponist und Dirigent
- Ulrich Gröner (* 1957), Violinist und Hochschullehrer
- Raimund Hörmann (* 1957), Ruderer
- Michael Riessler (* 1957), Jazz-Klarinettist und Komponist
- Dirk Salomon (* 1957), Schauspieler und Drehbuchautor
- Johanna Walser (* 1957), Schriftstellerin und literarische Übersetzerin
- Dieter Wiedenmann (1957–1994), Ruderer
- Amelie Fried (* 1958), Moderatorin und Schriftstellerin
- Horst-Dieter Fumi (* 1958), Jurist, Richter am Bundesfinanzhof
- Thomas Reinhardt (1958–2019), Landrat des Landkreises Heidenheim
- Siegfried Schneider (1958–2010), Fußballspieler
- Thomas Anzenhofer (* 1959), Schauspieler
- Joachim Münch (* 1959), Jurist und Hochschullehrer
- Andreas Eschbach (* 1959), Schriftsteller
- Astrid Stadler (* 1959), Rechtswissenschaftlerin
- Leni Breymaier (* 1960), Gewerkschafterin und Politikerin
- Christian Griesinger (* 1960), Chemiker
- Jürgen Kendzia (* 1960), Autor und Gymnasiallehrer
- Martin Rivoir (* 1960), Politiker
- Eva Christina Zeller (* 1960), Lyrikerin, freie Autorin und Rundfunkjournalistin

#### 1961 bis 1970
- Klaus Bischoff (* 1961), Schachspieler
- Henriette Müller (* 1961), Saxophonistin und Komponistin
- Eva-Maria Seng (* 1961), Kunsthistorikerin und Empirische Kulturwissenschaftlerin
- Jörg Sieber (* 1961), Sänger der Band Dominoe, Komponist und Toningenieur
- Axel Brandt (* 1962), Maler
- Michael Nushöhr (* 1962), Fußballspieler
- Lothar Schrott (* 1962), Geograph und Geologe
- Georg Wacker (* 1962), Politiker (CDU)
- Johannes Ebert (* 1963), Generalsekretär des Goethe-Instituts
- Nina Degele (* 1963), Professorin für Soziologie und Geschlechterforschung
- Jürgen Grözinger (* 1963), Perkussionist und Komponist
- Markus Kerber (* 1963), Wirtschaftswissenschaftler, Verbandsfunktionär und politischer Beamter
- Ralf B. Korte (* 1963), Schriftsteller
- Stefan Schäfer (* 1963), Kontrabassist und Komponist
- Martin Burgi (* 1964), Rechtswissenschaftler und Staatsrechtslehrer
- Martin Jäger (* 1964), Diplomat, politischer Beamter
- Ursula Karven (* 1964), Schauspielerin
- Thomas Reck (* 1964), Feldhockeyspieler
- Ulrich Schaal (* 1964), Manager und Schriftsteller
- Nikolaus Bosch (* 1965), Jurist und Hochschullehrer
- Joachim Frank (* 1965), Journalist, Buchautor und Korrespondent mit den Schwerpunkten Kirchenpolitik und Theologie
- Markus Höhner (* 1965), Fußball-Kommentator
- Markus Hundt (* 1965), Germanist und Hochschullehrer
- Marcus Sorg (* 1965), Fußballspieler und -trainer
- Joo Kraus (* 1966), Jazztrompeter und Komponist
- Christine Langer (* 1966), Schriftstellerin
- Titus Spree (* 1966), Künstler, Kurator, Urbanist und Hochschullehrer
- Martin Kälberer (* 1967), Musiker
- Susanne Schade (* 1967), Produktdesignerin und Hochschullehrerin
- Christoph Ulrich Meier (* 1968), Dirigent und Hochschullehrer
- Holger Neumann (* 1968), Generalmajor der Luftwaffe
- Michael Oesterle (* 1968), kanadischer Komponist
- İmran Ayata (* 1969), Autor und DJ
- Heike Dederer (* 1969), Politikerin (zunächst Grüne, später CDU), von 2001 bis 2006 Mitglied des baden-württembergischen Landtags
- Arndt Geiwitz (* 1969), Wirtschaftsprüfer und Steuerberater
- Sabine Hack (* 1969), Tennisspielerin
- Gerhard Schneider (* 1969), katholischer Geistlicher, Weihbischof im Bistum Rottenburg-Stuttgart
- Gregor Simon (* 1969), Kirchenmusiker
- Pascal Bader (* 1970), Oberbürgermeister der Stadt Kirchheim unter Teck
- Claudia Schäfer-Rudolf (* 1970), Journalistin und Politikerin, Bürgermeisterin der Stadt Senden

#### 1971 bis 1980
- Christian Conrad (1971–2019), Sounddesigner und Komponist
- Timo Dentler (* 1971), Bühnen- und Kostümbildner
- Sebastian Seidel (* 1971), Theaterautor, Regisseur und Theaterleiter
- Elmar Stegmann (* 1971), Politiker (CSU)
- Anke Stelling (* 1971), Schriftstellerin
- Reiner Vorderbrüggen (* 1971), Eishockeytorwart
- Udo Glanz (* 1972), Pädagoge, Autor und Verleger von Ausbildungsmaterialien insbesondere MOOCs
- Kathrin Hartmann (* 1972), Journalistin und Autorin
- Norbert Keil (* 1972), Filmregisseur, Drehbuchautor und Filmproduzent
- Dieter Kraus (* 1972), Saxophonist
- Paul Plamper (* 1972), Regisseur und Autor
- Berthold Bocsanyi (* 1973), Basketballspieler
- Christina Griebel (* 1973), Schriftstellerin und bildende Künstlerin
- Oliver Unsöld (* 1973), Fußballspieler
- Brigitte Bertele (* 1974), Regisseurin und Schauspielerin
- Tessa Mittelstaedt (* 1974), Schauspielerin
- Chris Montana (* 1974), Autor und DJ
- Claudia Barth (* 1975), Ruderin, Weltmeisterschaftsdritte
- Michael Bochtler (* 1975), Fußballspieler
- Saša Janić (* 1975), deutsch-kroatischer Fußballspieler
- Carolin Conrad (* 1976), Theaterschauspielerin
- Martin Erhard (* 1976), Kirchenmusiker, Organist und Sänger
- Bozo Krncevic (* 1976), Basketballspieler
- Florian Weiss (* 1976), Journalist, Hörfunk- und Fernsehmoderator
- Erdal Yalçin (* 1976), Wirtschaftswissenschaftler und Professor für Internationale Wirtschaftsbeziehungen
- Erwin Aljukic (* 1977), Schauspieler
- Michael Gerngroß (* 1977), Künstler
- Christof Schöch (* 1977), Literaturwissenschaftler
- Rebecca Siemoneit-Barum (* 1977), Schauspielerin und Unternehmerin
- Andrea Wechsler (* 1977), Juristin und Politikerin (CDU)
- Ingo Bergmann (* 1978), Politiker (SPD), seit 2022 Oberbürgermeister von Laupheim
- Christian Birkenfeld (* 1978), Basketballspieler
- Nico Frommer (* 1978), Fußballspieler
- Iva Mihanovic (* 1978), Opern-, Operetten-, Musical- und Konzertsängerin
- Sebastian Haen (1979–2020), Mediziner und Hochschullehrer
- Jens Semjan (* 1979), Konzeptkünstler, Kommunikations- und Medientheoretiker
- Balian Buschbaum (* 1980), ehemaliger Leichtathlet im Stabhochsprung
- Isaak Dentler (* 1980), Schauspieler und Synchronsprecher
- Ariane Müller (* 1980), Pianistin, Bandleaderin und Liedermacherin
- Viola Weiss (* 1980), Sportmoderatorin

#### 1981 bis 1990
- Fee Katrin Kanzler (* 1981), Schriftstellerin
- Martin Meixner (* 1981), Jazzmusiker
- Olga Nasfeter (* 1981), deutsch-polnische Theaterschauspielerin
- Christopher Oravec (* 1981), Eishockeyspieler
- Martin Klarer (* 1982), Fußballspieler
- Tilman Strauß (* 1982), Schauspieler
- Luzie Buck (* 1983), Schauspielerin
- Dexter (* 1983), Hip-Hop-Produzent und Rapper
- Julia Lange (* 1983), Autorin der Phantastik
- Matthias Lehmann (* 1983), Fußballspieler
- Michael Rundio (* 1983), Fußballspieler
- Florian Zimmer (* 1983), Magier und Illusionist
- Alper Bagceci (* 1984), Fußballspieler
- Floé Kühnert (* 1984), Stabhochspringerin
- Peter Laib (* 1984), Tubist und Komponist
- Mariangela Scelsi (* 1984), Schauspielerin, Sängerin und Redakteurin
- Andreas Spann (* 1984), Fußballspieler
- Meşale Tolu (* 1984), Journalistin und Übersetzerin
- Marco Kerler (* 1985), Schriftsteller
- Simone Schürle-Finke (* 1985), biomedizinische Ingenieurin
- Oliver Skopec (* 1985), Unternehmer und Politiker (BSW)
- Frieda Paris (* 1986), Lyrikerin, Hörspielautorin, Moderatorin und Literaturkuratorin
- Sandra Stein (* 1986), Politikerin (Bündnis 90/Die Grünen)
- Mustafa Kuzu (* 1987), Schauspieler und Drehbuchautor
- Kerstin Hartmann (* 1988), Ruderin
- Jonathan Kunz (* 1988), Comicautor, Illustrator und Dozent
- Maximilian Reinelt (1988–2019), Ruderer
- Sandro Sirigu (* 1988), Fußballspieler
- Thore Stein (* 1988), Politiker (AfD), seit 2021 Abgeordneter des Landtags von Mecklenburg-Vorpommern
- Sebastian Enderle (* 1989), Fußballspieler
- Larissa Hummel (* 1989), Fußballspielerin
- Thomas Ghebrezghiher (* 1990), American-Football-Spieler
- Tatjana Hummel (* 1990), Fußballspielerin
- Andreas Ludwig (* 1990), Fußballspieler
- Antonio Pangallo (* 1990), Fußballspieler

#### 1991 bis 2000
- Constantin Böhm (* 1991), Degenfechter
- Johannes Reichert (* 1991), Fußballspieler
- Kevin Ruiz (* 1991), deutsch-spanischer Fußballspieler
- Maurizio Scioscia (* 1991), deutsch-italienischer Fußballspieler
- Julian Autenrieth (* 1992), Segler
- Manuel Hegen (* 1992), Fußballspieler
- Anja Maike Hegenauer (* 1992), Fußballspielerin
- Simon Hirsch (* 1992), Volleyballspieler
- Yasi Hofer (* 1992), Gitarristin und Sängerin
- Anne Bocka (* 1993), Handballspielerin
- Konstantin Krimmel (* 1993), Opern-, Konzert- und Liedsänger (Bariton)
- Jonathan Berlin (* 1994), Schauspieler
- Kevin Bryant (* 1994), Basketballspieler
- Nanna Heitmann (* 1994), Fotografin
- Sina Reisch (* 1994), Klimaschutzaktivistin und YouTuberin
- Jan Steiger (* 1994), American-Football-Spieler
- Erik Thommy (* 1994), Fußballspieler
- Jackie Baumann (* 1995), Leichtathletin
- Nils Dejworek (* 1995), Basketballspieler
- Mia Oberländer (* 1995), Comic-Künstlerin
- Vinko Šapina (* 1995), Fußballspieler
- Maximilian Eisele (* 1996), Basketballspieler
- Felix Schröter (* 1996), Fußballspieler
- Tim Fuchs (* 1997), Skispringer
- Pius Krätschmer (* 1997), Fußballspieler
- Lukas Rosenbohm (* 1997), Basketballspieler
- Johannes Adamietz (* 1998), Radrennfahrer
- Samuel Kolega (* 1999), kroatischer Skirennläufer
- Mareike Braun (* 2000), Biathletin
- Felix Engelhardt (* 2000), Radrennfahrer
- Lukas Mohl (* 2000), Jazzmusiker

### 21. Jahrhundert

#### 2001 bis 2010
- Stefan Ilić (* 2002), Fußballspieler
- Hannah Kohn (* 2003), Volleyballspielerin
- Malwin Zok (* 2003), Fußballspieler
- Simon Kohn (* 2004), Volleyballspieler
- Christopher Negele (* 2005), Fußballspieler
- Julia Tannheimer (* 2005), Biathletin

## Bekannte nicht in Ulm geborene Einwohner
- Heinrich Seuse (1295–1366), Mystiker und Dominikaner
- Meister Hartmann (um 1400 geboren und bis 1430 als lebend belegt) war ein früher Bilderhauer am Ulmer Münster und Vertreter des „weichen Stils“.
- Hans Multscher (um 1400 – 1467), Bildhauer, Mitbegründer der Ulmer Schule, gestorben in Ulm
- Heinrich Steinhöwel (1412–1482/83), frühhumanistischer Übersetzer und Schriftsteller, ab 1450 Stadtarzt in Ulm (als solcher Vorgänger von Johannes Stocker, der ab 1483 das Amt des reichsstädtischen Gemeindearztes ausübte)
- Johann Reger († um 1499), Buchdrucker und Verleger, wirkte von 1486 bis 1499 in Ulm
- Felix Fabri (1438/39–1502), Dominikaner, Historiker und Schriftsteller, der ab etwa 1468 in Ulm wirkte
- Bartholomäus Zeitblom (1455–1518), Maler der Ulmer Schule; ab 1482 in Ulm
- Johann Zainer († um 1523), einer der ersten Drucker in Ulm; dort ab 1473 belegt
- Johann Eberlin von Günzburg (um 1470 – 1533), reformierter Theologe und Reformator, Prediger in Ulm (1521)
- Martin Schaffner (um 1478 – nach 1546), Maler der Ulmer Schule; wirkte ab etwa 1499 in Ulm
- Konrad Sam (um 1483 – 1533), reformierter Theologe und Reformator in Ulm; Schulzeit und ab 1524 bis zu seinem Lebensende Prediger in Ulm
- Kaspar Schwenckfeld von Ossig (1490–1561), schlesischer Reformator, spiritueller Theologe; gestorben in Ulm
- Ambrosius Blarer (1492–1564), evangelischer Pfarrer und Kirchenlieddichter; 1529–31 als Reformator in Ulm
- Benedictus Ducis (um 1492 – 1544), Komponist; Pfarrer in Ulm während der Reformationszeit
- Ludwig Rabus (1523–1592), lutherischer Theologe und Konfessionalist; gestorben in Ulm
- Philipp Renlin (um 1545 – 1598), Maler und Kartograph; von 1578 bis 1598 Stadtmaler in Ulm
- Johannes Kepler (1571–1630), Astronom; Druck der Rudolfinischen Tafeln in Ulm, Erfindung des Ulmer Messkessels zur Normierung der in Ulm gebräuchlichen Maße und Gewichte (1627)
- Joseph Furttenbach (1591–1667), Ulmer Stadtbaumeister und Architekturtheoretiker
- Samuel Edel (1593–1652), Pfarrer und Theologe der lutherischen Orthodoxie; gestorben in Ulm
- Johann Christoph Lauterbach (1675–1744), Kartograf und Ingenieuroffizier, wirkte zeitlebens in Ulm
- Georg Friedrich Schmahl der Ältere (1700–1773), süddeutscher Orgelbauer des Barock; gestorben in Ulm
- Peter Obladen (1717–1801), Augustiner-Chorherr in Ulm, Schriftsteller und Übersetzer
- Wilhelm Gottfried von Moser (1729–1793), Gesandter der Thurn und Taxis in Ulm
- Christian Friedrich Daniel Schubart (1739–1791), Dichter und Journalist, Herausgeber der „Deutschen Chronik“ in Ulm (1775–1777)
- Johann Friedrich Schlotterbeck (1765–1840), Dichter; war von 1817 bis 1828 Kanzleidirektor in Ulm
- Johann August Bruckmann (1776–1835), Architekt, Geologe, Landbaumeister, Wasserbauingenieur, Sachbuchautor und Erfinder
- Konrad Dietrich Haßler (1803–1873), Abgeordneter, Philologe und Denkmalpfleger; ab 1826 bis zu seinem Lebensende in Ulm
- Max Eyth (1836–1906), Ingenieur und Schriftsteller; ab 1896 in Ulm
- Robert Hirsch (1857–1939), Rechtsanwalt, Mitglied des Israelitischen Kirchenvorsteheramts Ulm bis 1923, führender Freimaurer und Funktionär der Deutschen Partei (nationalliberal) in Ulm
- Heinrich von Wagner (1857–1925), von 1891 bis 1919 Oberbürgermeister von Ulm
- Jakob Weber, genannt Krättenweber (1858–1920), Ulmer Stadtoriginal
- Max Arthur Stremel (1859–1928), Maler
- Friedrich Losch (1860–1936), evangelischer Pfarrer und Heimatforscher
- Paul Theodor Streicher (1861–1940), Schriftsteller, Heimatdichter
- Hermann Bäuerle (1869–1936), katholischer Theologe und Kirchenmusiker, Gründer und bis 1936 Leiter des Konservatoriums Ulm
- Konrad Albert Koch (1869–1945), Kunstmaler und Burgenforscher
- Rudolf Manga Bell (1873–1914), König der Duala, hat 1896/97 in Ulm das Gymnasium besucht; wird in Ulm mit einem nach ihm benannten Platz gewürdigt
- Gregor Heyberger (1841–1905), Zeichenlehrer, Bildhauer und Professor an der städtischen gewerblichen Fortbildungsschule in Ulm
- Martin Scheible (1873–1954), Bildhauer, Holzbildhauer, Kirchenausstatter, Mitglied der Münchner Sezession; ab 1909 mit eigenem Atelier bis zu seinem Lebensende in Ulm
- Karl Daiber (1878–1956), Architekt, Stadtrat
- Theodor Veil (1879–1965), Professor der Architektur, Baumeister des Expressionismus in Ulm; ab 1944 bis zu seinem Lebensende im Ruhestand in Ulm
- Otto Geigenberger (1881–1946), Maler
- Hans Reyhing (1882–1961), Lehrer, Leiter der Volkshochschule und Württembergischer Heimatdichter; gestorben in Ulm
- Erwin Nestle (1883–1972), evangelischer Theologe und Altphilologe im Ulmer Lehramt
- Erwin Rommel (1891–1944), Generalfeldmarschall, in Ulm stationiert (1914) und aufgebahrt (1944)
- Robert Scholl (1891–1973), Jurist und Politiker, 1932–1951 in Ulm, 1945–1948 Oberbürgermeister
- Fürst Alexander Douala-Bell (1897–1966), war Offizier im Ulmer Hausregiment, den 19er Ulanen
- Max-Josef Pemsel (1897–1985), General der Wehrmacht und der Bundeswehr; in Ulm stationiert und verstorben
- Eberhard Finckh (1899–1944), Oberst und Widerstandskämpfer des 20. Juli 1944; in Ulm stationiert (1923 bis 1927)
- Friedrich Vordemberge-Gildewart (1899–1962), Grafiker, Maler, Bildhauer und Schriftsteller; gestorben in Ulm
- Wilhelm Geyer (1900–1968), Maler, Graphiker und Glaskünstler, Ausstatter des Ulmer Münsters; ab 1927 bis zu seinem Lebensende in Ulm
- Erich Eichele (1904–1985), Prälat in Ulm und anschließend Landesbischof der Evangelischen Landeskirche in Württemberg
- Werner Nestel (1904–1974), Hochfrequenztechniker; gestorben in Ulm
- Gerhard Klopfer (1905–1987), Jurist in der Parteikanzlei der NSDAP, Teilnehmer der Wannseekonferenz; gestorben in Ulm
- Kurt Fried (1906–1981), Journalist, Verleger, Kunst- und Theaterkritiker und Kunstmäzen; ab 1912 bis zu seinem Lebensende in Ulm
- Oskar Herterich (1906–1978), Ingenieur; richtungsweisende Entwicklungen in der Feuerwehrgerätetechnik; ab 1953 Direktor von Magirus, in Ulm seit 1936
- Max Bill (1908–1994), Schweizer Maler, Bildhauer, Architekt und Designer; 1951–1957 Mitbegründer, Architekt, Rektor und Dozent der Hochschule für Gestaltung Ulm (hfg)
- Herbert von Karajan (1908–1989), Dirigent, Erster Kapellmeister am Ulmer Stadttheater (1929–1934)
- Hellmuth von Ulmann (1913–1987), Schriftsteller, Journalist, Komponist und Dirigent; gestorben in Ulm
- Peter Wackernagel (1913–1958), Intendant des Theater Ulm; verstarb in Ulm
- Anni Peterka (1913–2002), erste Ballettchefin des Theaters Ulm; wurde 1942 als sog. „Achteljüdin“ im Ballettsaal des Ulmer Theaters verhaftet
- Anneliese Bilger-Geigenberger (1914–2006), Malerin und Bildhauerin, Tochter von Otto Geigenberger, gestorben in Ulm
- Kurt Hübner (1916–2007), von 1959 bis 1962 Intendant des Ulmer Theaters
- Inge Aicher-Scholl (1917–1998), Gründerin und erste Leiterin der Ulmer Volkshochschule und der Hochschule für Gestaltung Ulm (hfg), ältere Schwester von Hans und Sophie Scholl, 1932–1972 in Ulm
- Walter Zeischegg (1917–1983), Designer, ab 1951 Mitarbeiter und Dozent an der Hochschule für Gestaltung Ulm (hfg)
- Hans Scholl (1918–1943), Mitglied der Widerstandsgruppe Weiße Rose, 1932–1943 in Ulm
- Sophie Scholl (1921–1943), Mitglied der Widerstandsgruppe Weiße Rose, 1932–1943 in Ulm
- Adolf Silberberger (1922–2005), Maler und Grafiker, seit 1970 freier Maler in Ulm, dort auch gestorben
- Esther Bejarano (1924–2021), Überlebende des Vernichtungslagers Auschwitz; lebte 1936–1939 in Ulm
- Rudolf Dentler (1924–2006), Goldschmied und Künstler, Stadtoriginal (König von Ulm), gestorben in Ulm
- Hans von Keler (1925–2016), ehemaliger Ulmer Prälat und anschließend Landesbischof der Evangelischen Landeskirche in Württemberg
- Hermann Eiselen (1926–2009), Ulmer Unternehmer und Mäzen
- Jaime Padrós (1926–2007), katalanischer Pianist und Komponist, ab 1956 in Ulm; komponierte u. a. die Musik zur Eröffnung des Stadthauses Ulm 1993
- Peter Zadek (1926–2009), war von 1959 bis 1962 Regisseur am Ulmer Theater und sorgte da schon für einen Theaterskandal und eine „Aufführung des Jahres“ („Theater heute“)
- Gerhard Stuber (* 1927), Kommunalpolitiker, von 1972 bis 1984 Erster Bürgermeister und Kämmerer von Ulm
- Edgar Rabsch (1928–1990), Organist, Chorleiter und Komponist; wirkte am Ulmer Münster, ab 1972 bis zu seinem Lebensende in Ulm
- Manfred Börner (1929–1996), Leitender Direktor des Forschungsinstituts der AEG-Telefunken Nachrichten- und Verkehrstechnik AG in Ulm, Lehrstuhlinhaber für Elektrotechnik an der TU München und Erfinder der Glasfaser-Datenübertragung
- Theodor M. Fliedner (1929–2015), Hämatologe und Hochschullehrer, Gründungsmitglied und Rektor der Universität Ulm
- Albrecht Haupt (* 1929), Ulmer Kirchenmusikdirektor und Universitätsmusikdirektor
- Elisabeth von Ulmann (1929–2005), Schriftstellerin und Lyrikerin; lebte 1984–1987 in Ulm und war Gründungsmitglied des CLUB ULM/NEU-ULM der Soroptimisten International
- Micha Bar-Am (* 1930), israelischer Fotograf, Sohn des Mitinhabers des ehem. Kaufhauses „Wohlwert“ in Ulm; lebte als Kind in Ulm
- Rolf Scheffbuch (1931–2012), evangelischer Theologe, Prälat in Ulm
- Ulrich Wildermuth (1931–2011), Chefredakteur der Südwest Presse von 1969 bis 1997
- Alexander Kluge (* 1932), Film- und Fernsehschaffender, 1963–1968 gemeinsam mit
- Edgar Reitz (* 1932), Regisseur, Leiter des Instituts für Filmgestaltung an der Hochschule für Gestaltung Ulm (hfg)
- Klaus Beer (1932–2025), Jurist, in Ulm aufgewachsen, Verfechter der kritischen Auseinandersetzung mit der NS-Belastung der Justiz, distanzierte sich öffentl. von seinen Urteilen nach § 175
- Helmut Lachenmann (* 1935), Komponist und Dozent an der Hochschule für Gestaltung Ulm (hfg)
- Anton Pointecker (1938–2008), österreichischer Schauspieler; gestorben in Ulm
- Herbert Werner (* 1941), Bundestagsabgeordneter von Ulm 1972–1994
- Pavel Fieber (1941–2020), Intendant des Ulmer Theaters von 1985 bis 1991
- Bill Elgart (* 1942), Schlagzeuger
- Friedrich Fröschle (* 1944), Kirchenmusikdirektor, Münsterorganist und Chorleiter
- Guido Adler (* 1946), Mediziner
- Franz Josef Radermacher (* 1950), Professor für Mathematik und Wirtschaftswissenschaften, Unterstützer der Global Marshall Plan Initiative, Leiter des FAW-Instituts Ulm
- Ivo Gönner (* 1952), Ulmer Oberbürgermeister von 1992 bis 2016
- Hans-Günther Dotzauer (* 1953), Kammersänger, 32 Spielzeiten am Theater Ulm
- Urs M. Fiechtner (* 1955), Schriftsteller und Menschenrechtsaktivist
- Wolfgang Schöllkopf (1958–2024), Ulmer Jugendpfarrer und Kirchenhistoriker
- Gabriele Wulz (* 1959), Theologin, Prälatin, Frühpredigerin am Ulmer Münster
- Gunter Czisch (* 1963), Ulmer Oberbürgermeister von 2016 bis 2024
- Ernst-Wilhelm Gohl (* 1963), Landesbischof der Ev. Landeskirche in Württemberg, von 2006 bis 2022 Ulmer Dekan
- Dagmar Rinker (* 1965), Professorin für Designgeschichte, ehem. Leiterin des HfG-Archivs
- Alan Hilario (* 1967), Komponist
- Siyou Isabelle Ngnoubamdjum (* 1968), Gospelsängerin und Chorleiterin
- Katrin Vernau (* 1973), Wirtschaftswissenschaftlerin, von 2002 bis 2005 Kanzlerin der Universität Ulm
- Martin Ansbacher (* 1976), Ulmer Oberbürgermeister seit 2024
- Hannes Lambert (* 1980), Sänger, Schauspieler und Sprecher
- Kevin Kuhn (* 1981), Autor
- Rola El-Halabi (* 1985), Boxerin
- Lena Schwelling (* 1992), Politikerin (Bündnis 90/Die Grünen), Stadträtin in Ulm